# 張叔鏜
張叔鏜（16世紀—17世紀），字振卿，號見剛，又號复斋，江西臨江府新淦縣籍，清江縣郡城人，明朝政治人物。

## 生平
張叔鏜萬曆四十六年（1618年）成舉人，天啟五年（1625年）與次子張壽祺同中進士，獲授秀水知縣。秀水號稱繁劇難治，他克盡己任，摘奸發伏，一時號為神君；魏璫得知張叔鏜的名聲打算招攬，找人向他暗示，他卻多次拒絕謁見，遭降為寧國府教授。在寧國府他閉戶讀書，每天向諸生教授藝文，著有《敬亭看勝稿》；後魏璫敗亡，陞為國子監助教。

## 家族
曾祖父張德光，祖父張時用，父張堯文，萬曆十一年進士，官山東副使。生五子：張叔鏜、張叔鑑（蕲州知州）、張叔銑（舉人）。
叔镗子三，长寿初，系恩贡，次张寿祺，系母陈氏，光禄丞以仁父谏女出。次寿祎，府庠，母袁氏，府庠袁期大女出。俱以公封孺人。